# 交野市立藤が尾小学校
交野市立藤が尾小学校（かたのしりつ ふじがお しょうがっこう）は大阪府交野市の公立小学校。
交野市立妙見坂小学校より分離し、交野市で9番目の小学校として1978年に開校した。

## 沿革
- 1978年4月1日 - 交野市立藤が尾小学校として現在地で開校。
- 1984年 - 大阪府教育委員会から、国語科の研究校に指定される（1985年度までの2年間）。
- 1996年 - 大阪府教育委員会・交野市教育委員会から、生徒指導の研究校に指定される（1997年度までの2年間）。
- 2000年10月1日 - 星田北5丁目を校区に編入。
- 2004年4月1日 - 私部西5丁目の一部地域を校区に編入。
- 2004年4月1日 - 交野市教育委員会から、算数科の研究校に指定される（1997年度までの2年間）。

## 通学区域
- 交野市 藤が尾1丁目～6丁目、星田北1丁目～6丁目、星田北7丁目（一部）、星田北8丁目・9丁目、私部西5丁目21番～32番・982番地1及び2

卒業生は基本的に交野市立第四中学校に進学する。

## 交通
- 片町線（学研都市線） 星田駅 東へ約1.4km。
- 片町線（学研都市線） 河内磐船駅 西へ約1.6km。
- 京阪交野線 河内森駅 西へ約1.8km。